# 日本農業検定
日本農業検定は、一般社団法人全国農協観光協会が主催している検定試験で、農業全般、環境、食、栽培の4分野の基礎的な知識を総合的に学ぶことにより「農業力」を高めることができる検定試験である。
「農検」「農業検定」として略されることもある。
なお、類似する検定資格に「日本農業技術検定」があるが、この「日本農業検定」とは検定の目的や対象などが異なる。

## 概要
- 難易度に応じて、農検3級（日本農業検定3級）から順次、農検2級、農検1級までの3段階を設定しているが、出題分野は農業全般、環境、食、栽培の４分野共通となっている。
- 受検資格は特になく、どの級からでも受検できる。
- 農検3級は、小中学校の学習指導における支援ツールとしても役立つよう進めている。
- 「農業」と書かれているが、食や環境に関する知識も総合的に試される試験内容にもなっている。

## テスト形式と問題例
- 試験はマークシートまたはCBT（Computer Based Testing）方式での択一選択形式で実施される。
- 過去問題を日本農業検定公式サイトで確認できる。

## 実施日と受験方法
試験実施期間及び申込期間は、団体受験・個人受検（マークシート方式）・個人受検（CBT方式）のそれぞれに設定されており、各申込期限内に郵送またはWEBから申込可能。申込から試験実施までの流れは、日本農業検定公式サイトの「申込方法」より確認できる。